# سوق حد
سوق حد (به عربی: سوق الحد) یک شهرداری در الجزایر است که در استان بومرداس واقع شده‌است. سوق حد ۴٬۸۶۰ نفر جمعیت دارد.